# Barranc de Gerber
El barranc de Gerber és un riu de muntanya de la vall de Gerber. Neix a l'estany Negre de Dalt a una altitud de 2.440 metres. El riu va baixant esglaonadament per diversos estanys de la vall, fins a desaiguar a la dreta del riu de la Bonaigua a una altitud de 1.637 metres en l'espectacular Salt de Comials, de 125 metres d'alçada.
El riu pertany íntegrament al terme municipal d'Alt Àneu, a la comarca del Pallars Sobirà. El seu curs es troba dintre de la zona perifèrica del Parc Nacional d'Aigüestortes i Estany de Sant Maurici.